# Alfabetul georgian
Alfabetul georgian (în georgiană: ქართული დამწერლობა, fonetic: kʰartʰuli damt͡sʼɛrlɔba, ad. litt., „scris georgian”) este un sistem de scriere folosit în scrierea limbii georgiene și a altor limbi kartveliene (mingreliană, svan, și uneori, laz), iar în mod ocazional în scrierea altor limbi caucaziene precum oseta și abhaza în timpul anilor '40. Limba georgiană are o ortografie fonemică, iar alfabetul modern este compus din treizeci și trei de litere și este scris de la stânga la dreapta, de sus în jos.
În limba georgiană, cuvântul alfabet, ანბანი [anbani], este derivat din numele primelor două litere a fiecăruia dintre cele trei alfabete georgiene.

## Istorie

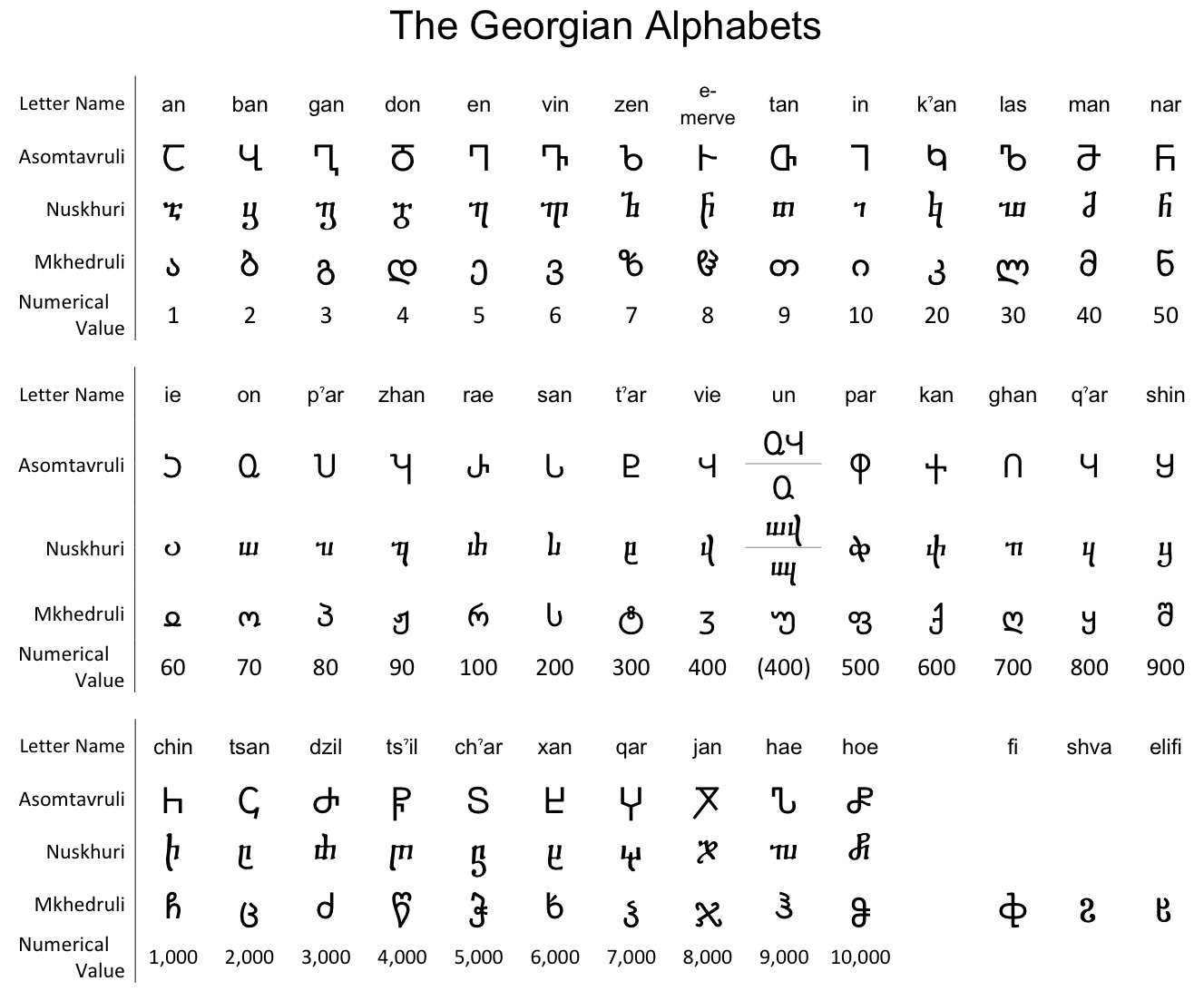
Cele trei alfabete georgiene

Grafia limbii georgiene a trecut, de-a lungul istoriei, prin trei ipostaze, sub numele lor georgiene: Asomtavruli,  Nuskhuri și Mkhedruli. Chiar dacă alfabetele sunt considerabil distincte, acestea au un numitor comun în ordinea și denumirea literelor componente.
Iberia Occidentală a fost convertită la creștinism în anul 326. Savanții cred faptul că crearea vechiului alfabet georgian a fost datorată necesității unei scripturi religioasă accesibilă georgienilor. Aceasta s-a întâmplat între secolul al IV-lea și al V-lea, la un interval relativ scurt față de această conversie. Cea mai veche atestare a unei scrieri georgiene este o inscripție Asomtavruli din anul 430, într-o biserică din Betleem.
A fost afirmat faptul că alfabetul georgian a fost creat de către Mesrob Maștoț, același ce a realizat alfabetul armenesc în jurul anului 405 și alfabetul caucazian albanez. Acest punct de vedere a fost acceptat de către cele mai multe dintre enciclopedii, precum și autorități în domeniu. Pe de altă parte, savanți precum John Greppin și A. G. Perikhanian au ajuns la concluzia că deși Mesrob Maștoț nu a fost singurul creator al alfabetului georgian, în lipsa implicării acestuia acesta nu ar fi existat. Encyclopaedia Britannica sugerează faptul că scrierea veche georgiană ar fi un derivat al alfabetului grecesc, afirmația avându-și baza în ordinea literelor și a formelor anumitor caractere, deși în majoritatea acestora, acestea par a fi rezultatul unei creații proprii.
Conform tradiției însă, crearea alfabetului georgian este atribuită regelui Farnavaz I al Iviriei, în secolul al III-lea. Savanții georgieni au afirmat faptul că alfabetul a fost creat înainte de Mesrob Maștoț, Levan Chilașvili, pe baza datării unei inscripții Nekresi din estul Georgiei la secolele I-II d. Hr., susținând o origine pre-creștină a acestuia. După Donald Rayfield, dar și de către Stephen H. Rapp, această prezumție este nefondată și nu a fost confirmată de dovezile arheologice.

## Transliterație a alfabetului modern
| ani [a]   | bani [b]  | gani [ɡ]  | doni [d]    | eni [ɛ]    | vini [v]  | zeni [z]   | tani [tʰ]   | ini [i]  | kani [k’]  | lasi [l]   |
| ა         | ბ         | გ         | დ           | ე          | ვ         | ზ          | თ           | ი        | კ          | ლ          |
| mani [m]  | nari [n]  | oni [o]   | pari [p’]   | zhani [ʒ]  | rae [r]   | sani [s]   | tari [t’]   | uni [u]  | phari [pʰ] | khari [kʰ] |
| მ         | ნ         | ო         | პ           | ჟ          | რ         | ს          | ტ           | უ        | ფ          | ქ          |
| ghani [ɣ] | qari [q’] | shini [ʃ] | chini [t͡ʃʰ] | cani [t͡sʰ] | jili [d͡z] | cili [t͡s’] | chari [t͡ʃ’] | xani [x] | jhani [d͡ʒ] | hae [h]    |
| ღ         | ყ         | შ         | ჩ           | ც          | ძ         | წ          | ჭ           | ხ        | ჯ          | ჰ          |

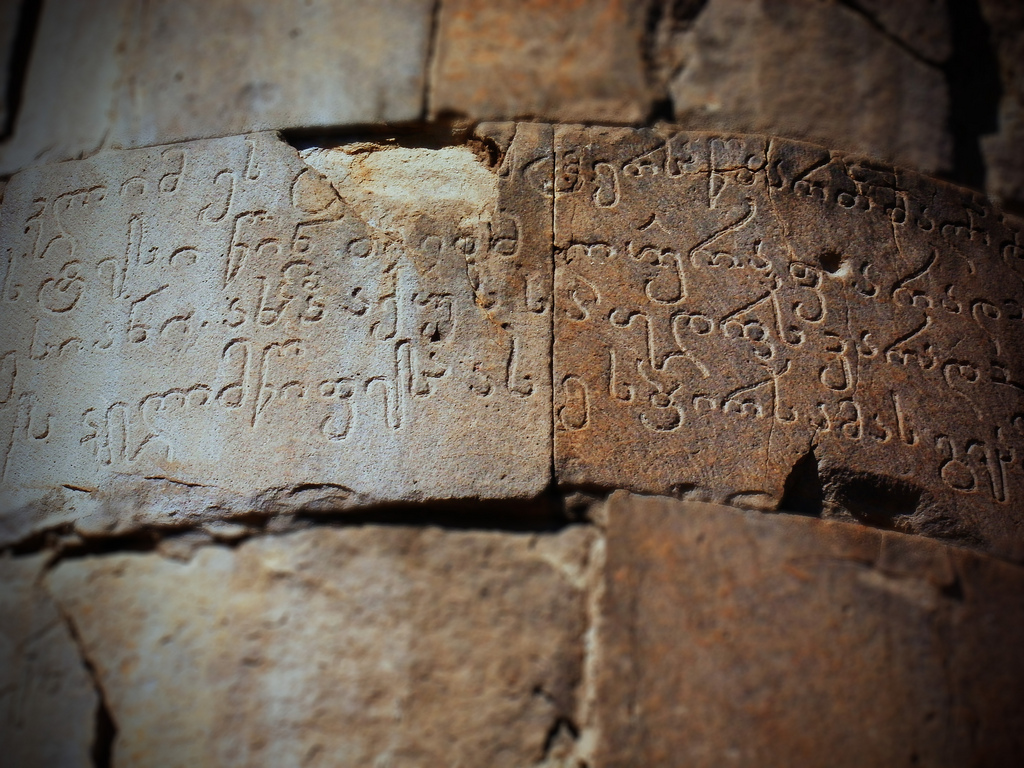
Inscripție georgiană

În ipostaza sa arhaică, alfabetul georgian mai conține 11 litere suplimentare:
| he [e] | hie [j] | we [wi] | hari [qʰ] | hoe [ow] | fi [f] | yn [ə] | elifi [ʔ] | gan întors [ɢ] | ain [ʕ] | nar mic [ ̃] |
| ჱ      | ჲ       | ჳ       | ჴ         | ჵ        | ჶ      | ჷ      | ჸ         | ჹ              | ჺ       | ჼ           |

Cinci dintre aceste litere - ჱ, ჲ, ჳ, ჴ și ჵ - au ieșit cu totul din uz, alte trei - ჶ, ჷ și ჸ - se folosesc doar pentru a transcrie cuvinte sau nume din alte limbi, iar ultimele trei - ჹ, ჺ și ჼ - sunt foarte rar întâlnite.

## Punctuație
Alfabetul Georgian folosește aceleași semne de punctuație ca și alfabetul latin, exceptând semnul [჻], semn ce reprezintă o separare între paragrafe.